# Jackowo Dworskie
Jackowo Dworskie – wieś sołecka w Polsce położona w województwie mazowieckim, w powiecie nowodworskim, w gminie Nasielsk.
| SIMC    | Nazwa           | Rodzaj    |
| ------- | --------------- | --------- |
| 0119994 | Jackowo-Oktawin | część wsi |

Na początku XIX wieku właścicielem dóbr ziemskich w Jackowie był Romuald Ostaszewski, który z małżeństwa z Heleną Jabłońską miał troje dzieci, urodzonych w Jackowie: Eufemię (1804), Józefę (1805) i Konstancję (1810). W 1861 właścicielem był Jakub Waśniewski (ur. 1815), a w 1920 roku Feliks Grzebski (1873-1943).
W latach 1975–1998 miejscowość administracyjnie należała do województwa ciechanowskiego.
W miejscowości znajduje się przystanek kolejowy Jackowo Dworskie.